# Karrodounon

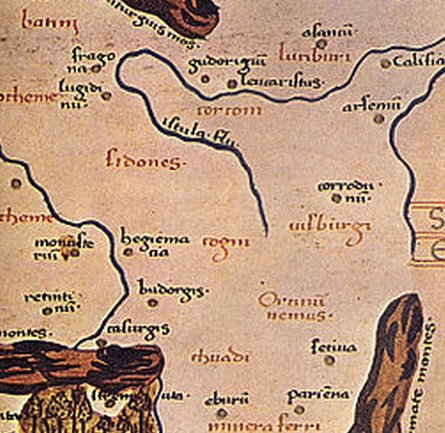
Lage von Karrodounon nach Ptolemaeus

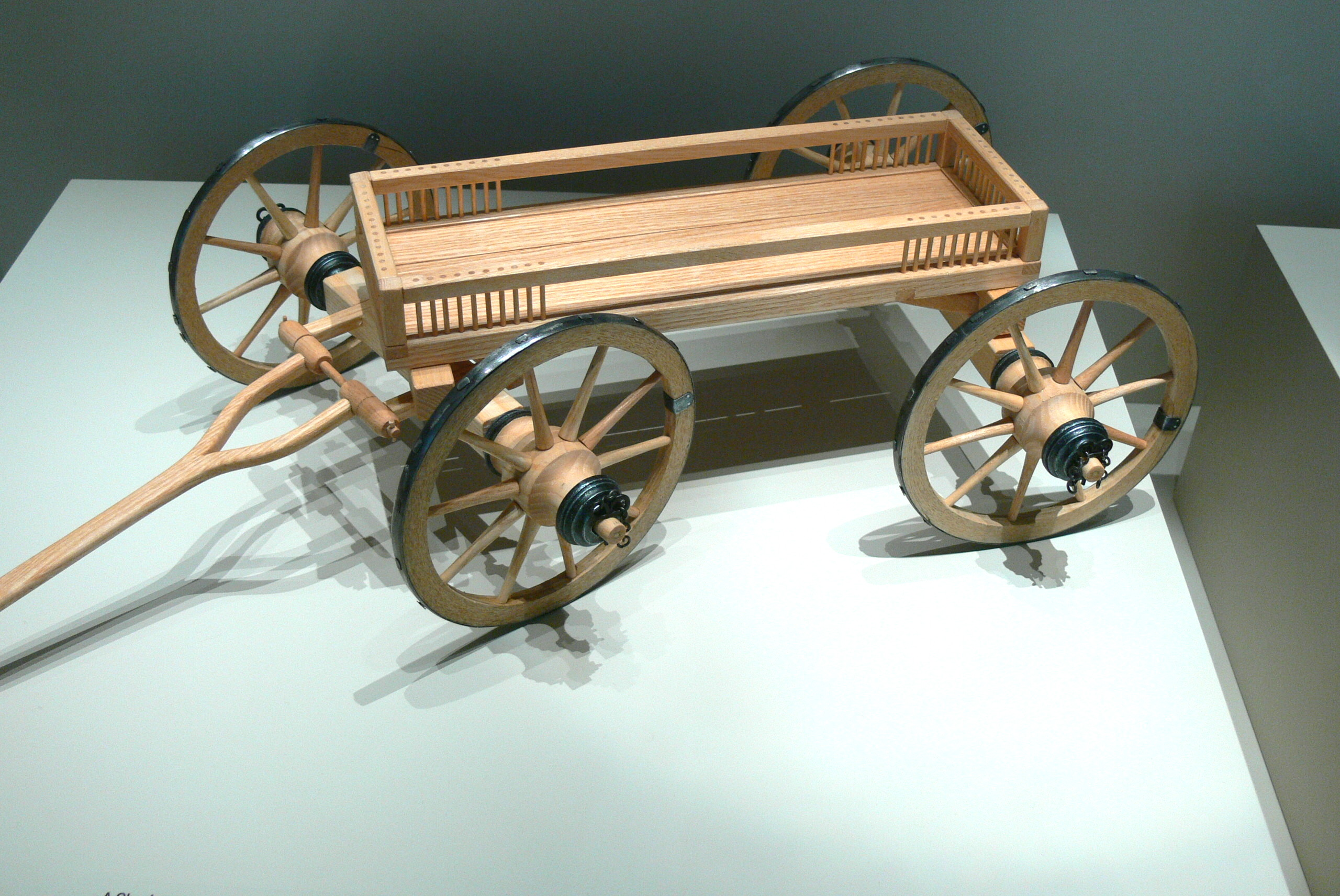
Rekonstruktion eines vierrädrigen Wagens der Kelten

Karrodounon (altgriechisch Καρρόδουνον, lateinisch Carrodunum) ist ein Ortsname, der von Ptolemäus in seinem um das Jahr 150 erstellten Koordinatenwerk Geographia (Ptolemäus 2, 11, 29) als einer der im Innern der Germania magna südlicher liegenden Orte (πόλεις) mit 42° 40' Länge und 51° 30' Breite verzeichnet wird. Des Weiteren nennt Ptolemäus drei weitere Orte des gleichen Namens.

## Antike Quellen
An insgesamt vier Stellen seines Ortkatalogs gibt Ptolemäus Karrodounon an: in Germanien (2,11,29), in Vindelicium (2,12,4), in Pannonien (2,14,4) und in Sarmatien (3,5,30).

## Etymologie
Die in der Etymologie anerkannte Grundbedeutung von Karrodounon ist ‚Wagenburg‘. Bei dem Ortsnamen liegt nach Günter Neumann ein gallisches Determinativkompositum vor, das sich aus carrus ‚vierrädriger Wagen‘ und dounon ‚befestigter Ort‘ zusammensetzt. Einen Beleg dafür gibt Vegetius (3,10). Er verwendete das ins Lateinische entlehnte carrus, als er das Lager der Barbaren als Wagenburg beschrieb: “Omnes barbari carris suis in orbem conexis ad similtudinem castrorum securas a superuentibus exigunt noctes.” (deutsch: „Alle Barbaren verbringen die Nächte sicher vor Überfallen, dadurch, dass sie ihre Wagen zu einem Kreis zusammengefahren und so eine Art Lager gebildet haben“). Eine ursprünglich behelfsmäßige Verteidigungsanlage wie die Wagenburg hat wohl, so Neumann, mehrfach den Keim einer festen Siedlung gebildet. Das Substantiv duno- erscheint in vielen keltischen Ortsnamen, z. B. Lugu-dunum in Frankreich >Lyon, in den Niederlanden >Leyden, Cambo-dunum >Kempten oder Lopodunum >Ladenburg.
Abgelehnt werden die Verknüpfungen von Karrodounon in Vindelicium (Ptolemäus 2,12,4) mit dem heutigen Ortsnamen Karnberg bei Wasserburg am Inn oder von Karrodounon in Sarmatien (Ptolemäus 3,5,30) mit Zarnowice im heutigen Polen, die einzig auf den Anklang der ersten Silbe gestützt und unsicher sind. Ebenso wird die ältere These, im Grundwort des Ortsnamens liege der Name des gallischen Gottes Mars Carrus vor, für wenig wahrscheinlich gehalten, da es sich hier lediglich um einen lokalen Gott handelt.
Nach Reichert geben die etymologischen Schlüsse Neumanns eine vollständige sprachliche als auch sachliche Erklärung des Namens, doch stellt er darüber hinaus fest, dass die Ortsnamen auf -dunum, meistens mit Grundwörtern gebildet sind, die auf die Natur des Ortes referieren, und nur wenige mit Personennamen. Danach zeigen Karrodounon und ähnliche Ortsnamen die Beibehaltung der alten keltischen Siedlungen und Siedlungsnamen durch die germanische Bevölkerung insbesondere in Böhmen und Mähren an.

## Lokalisationen
Bisher konnte der laut Ptolemäus in der Germania magna befindliche Ort nicht näher lokalisiert werden. Eine fundierte Aussage zum Breitengrad von Karroudounon ist nicht möglich: es wird mit 51° 30' oder 50° 30' Breite angegeben. Die Ortsangaben im Bereich von Böhmen sind unsicher, da Ptolemäus von der Meeresküste oder von der Donau aus berechnet oder einen Kompromisswert angesetzt haben könnte. Dazu kommt die unbestimmte Überlieferung der Breitenangabe von Karroudounon aufgrund eines vielleicht ausgefallenen Zahlzeichens α in der besser erhaltenen Handschrift X mit der niedrigeren Koordinate. Dem Längengrad nach lag Karroudounon wohl an einem Handelsweg von Kalamantia zur Weichselmündung. Je nach angenommenem Breitengrad kommt man auf Orte südlich oder nördlich von Ostrava (Mährisch-Ostrau) in Tschechien. Ein interdisziplinäres Forscherteam um Andreas Kleineberg, das die ptolemäischen Koordinaten von 2006 bis 2009 neu untersuchte und interpretierte, lokalisiert derzeit Karrodounon in Germanien auf dem Gebiet bei Rýmarov (Römerstadt) in Tschechien.